# Сцинава (Олавський повіт)
Сцинава (пол. Ścinawa) — село в Польщі, у гміні Олава Олавського повіту Нижньосілезького воєводства.
Населення — 402 особи (2011).
У 1975-1998 роках село належало до Вроцлавського воєводства.

## Демографія
Демографічна структура станом на 31 березня 2011 року:
|          | Загалом | Допрацездатний вік | Працездатний вік | Постпрацездатний вік |
| -------- | ------- | ------------------ | ---------------- | -------------------- |
| Чоловіки | 194     | 33                 | 145              | 16                   |
| Жінки    | 208     | 54                 | 115              | 39                   |
| Разом    | 402     | 87                 | 260              | 55                   |